# Lonzo Ball
Lonzo Ball (Anaheim, 27 oktober 1997) is een Amerikaans basketballer voor de Cleveland Cavaliers.

## Carrière
Ball speelde collegebasketbal voor de UCLA Bruins en stelde zich in 2017 kandidaat voor de NBA draft. Ball werd als tweede gekozen door de Los Angeles Lakers, na Markelle Fultz. In de NBA Summer League van 2017 werd hij verkozen als MVP, hij had twee triple double en was daarmee de eerste rookie die dat realiseerde. In zijn eerste seizoen speelde Ball 52 van de 82 reguliere wedstrijden, hij miste de overige 30 wedstrijden met schouder- en knieblessures. Dat seizoen werd hij in een wedstrijd tegen de Milwaukee Bucks de jongste speler in de NBA die een triple double haalde, hij was op dat moment twintig jaar en 15 dagen oud. Enkele dagen later scoorde hij nog een tweede triple double en kwam in een select groepje van spelers die er meer dan twee behaalde in hun eerste twintig wedstrijden in de NBA. Hiermee kwam hij in het rijtje van Ben Simmons, Magic Johnson, Connie Hawkins, Art Williams, en Oscar Robertson. Hij werd dat eerste jaar ook verkozen in de Rising Stars Challenge maar kon niet deelnemen door een blessure en werd aan het eind van het seizoen verkozen in het NBA All-Rookie Second Team terwijl ploegmaat Kyle Kuzma een first team nominatie kreeg.
Voor het seizoen 2018/19 werd superster LeBron James gehaald door de Los Angeles Lakers. Ball onderging in het tussenseizoen ook een operatie aan zijn knie. Door de komst van LeBron ging Ball zich meer focussen op verdedigen en maakte grote vooruitgang in zijn defensieve spel. Op 15 december behaalde ze beiden een triple double tegen de Charlotte Hornets en waren het eerste duo in dezelfde ploeg sinds Jason Kidd en Vince Carter in 2007 en het achtste duo in de geschiedenis van de NBA. Ook dit seizoen bleef Ball niet gespaard van blessures, hij had ondanks twee enkelblessures de eerste 47 wedstrijden van het seizoen kunnen spelen. Op 19 januari had hij opnieuw een enkelblessure maar was deze keer out voor de rest van het seizoen en hij moest dus net als een jaar eerder ook verstek geven voor de Rising Stars Challenge.
Voor het seizoen 2019/20 werd hij samen met Brandon Ingram, Josh Hart en de draftrechten van De'Andre Hunter door de Lakers geruild naar de New Orleans Pelicans. In deze ruil tussen 3 teams verhuisde oa. ook Anthony Davis naar de Lakers. Ball kende een goed seizoen en speelde 63 van de 82 wedstrijden. Ook het volgende seizoen verliep gelijkaardig. Na het seizoen werd hij een vrije speler omdat zijn contract niet werd verlengd. Op 8 augustus 2021 tekende hij een contract ter waarde van 80 miljoen dollar bij de Chicago Bulls. Op 20 januari 2022 liep hij opnieuw een blessure op aan de knie en onderging een operatie.

## Erelijst
- Rising Stars Challenge: 2018, 2019
- NBA All-Rookie Second Team: 2018

## Privé
Lonzo's twee broers, LaMelo Ball en LiAngelo Ball, zijn ook allebei basketballers. Hun vader LaVar Ball en moeder Tina Ball speelden allebei basketbal op collegeniveau en LaVar speelde ook professioneel American Football. Hij heeft een dochter met Denise Garcia wie hij kende van de middelbare school. In 2018 gingen ze uit elkaar maar waren daarna kort weer samen om in 2020 opnieuw uit elkaar te gaan.
Naast zijn sportcarrière is Ball een liefhebber van rapmuziek en bracht zelf drie singles en twee albums uit. Sinds hij college verliet werd hij gesponsord door Big Baller Brand een sportmerk waarvan zijn vader medeoprichter is. Hij droeg geruime tijd tijdens wedstrijden dan ook schoenen van dit merk, Jordan Crawford werd de eerste speler buiten de Ball-broers die schoenen droeg van BBB. Lonzo Ball bezat 51% van de aandelen in het bedrijf van zijn vader. In 2019 beschuldigde de familie Ball medeoprichter Alan Foster ervan om 1,5 miljoen dollar te hebben verduisterd van het bedrijf. Hij trok zich nadien ook terug uit het bedrijf en droeg geen schoenen meer van hen omdat ze ook bijdroegen aan de vele blessures.

## Statistieken

### Regulier seizoen
| Seizoen  | Team                 | WG  | WS  | MPW  | 2P%  | 3P%  | FW%  | RPW | APW | SPW | BPW | PPW  |
| -------- | -------------------- | --- | --- | ---- | ---- | ---- | ---- | --- | --- | --- | --- | ---- |
| 2017/18  | Los Angeles Lakers   | 52  | 50  | 34,2 | 36,0 | 30,5 | 45,1 | 6,9 | 7,2 | 1,7 | 0,8 | 10,2 |
| 2018/19  | Los Angeles Lakers   | 47  | 45  | 30,3 | 40,6 | 32,9 | 41,7 | 5,3 | 5,4 | 1,5 | 0,4 | 9,9  |
| 2019/20  | New Orleans Pelicans | 63  | 54  | 32,1 | 40,3 | 37,5 | 56,6 | 6,1 | 7,0 | 1,4 | 0,6 | 11,8 |
| 2020/21  | New Orleans Pelicans | 55  | 55  | 31,8 | 41,4 | 37,8 | 78,1 | 4,8 | 5,7 | 1,5 | 0,6 | 14,6 |
| 2021/22  | Chicago Bulls        | 35  | 35  | 34,6 | 42,3 | 42,3 | 75,0 | 5,4 | 5,1 | 1,8 | 0,9 | 13,0 |
| Carrière | Carrière             | 252 | 239 | 32,5 | 40,0 | 36,4 | 57,8 | 5,7 | 6,2 | 1,6 | 0,6 | 11,9 |